# Dasyatis akajei
Dasyatis akajei е вид хрущялна риба от семейство Dasyatidae. Видът е почти застрашен от изчезване.

## Разпространение и местообитание
Видът е разпространен в северозападната част на Тихия океан край Япония, Корея и Китай, вероятно и другаде. Обитава предимно плитки, пясъчни местообитания в близост до брега.